# Gagea dayana
Gagea dayana är en liljeväxtart som beskrevs av Robert Hippolyte Chodat och Gustave Beauverd. Gagea dayana ingår i Vårlökssläktet och i familjen liljeväxter. Inga underarter finns listade.